# Bélgica en los Juegos Olímpicos de Innsbruck 1964
Bélgica estuvo representada en los Juegos Olímpicos de Innsbruck 1964 por un total de ocho deportistas que compitieron en tres deportes.  
El equipo olímpico belga no obtuvo ninguna medalla en estos Juegos.